# Excirolana mayana
Excirolana mayana is een pissebed uit de familie Cirolanidae. De wetenschappelijke naam van de soort is voor het eerst geldig gepubliceerd in 1891 door Ives.